# Kwetera
Kwetera, Kwetari oder Kueteri (georgisch კვეტერა, კვეტარი, კუეტერი) ist eine georgische historische Burg und Stadt in der Region Kachetien, Achmetis Munizipaliteti. Sie liegt am rechten Ufer des Flusses Ilto, etwa 10 Kilometer (Luftlinie) westlich der Stadt Achmeta.
Die Wehranlage wurde auf einem Berg errichtet und hat eine Ausdehnung von etwa 280 × 120 m. Die Kernburg mit einem Palast und einer Kirche befindet sich in Gipfellage auf der Ostseite der Burg.
Die äußere Wehrmauer mit Türmen und zwei Toren schützte die außerhalb der Kernburg gelegenen Teile der unteren Burg mit einer zweiten Kirche, den Wirtschafts- und Speichergebäuden sowie den Unterkünften für die Burgbesatzung. Die Lage all dieser Gebäude und ihre baulichen Details sind noch nicht umfassend archäologisch erforscht worden, sie verteilten sich wohl über den Hang, der einen Höhenunterschied von etwa 35 m aufweist. Die Hauptsehenswürdigkeit im Kwetera-Komplex ist eine Kirche mit der Kuppel. 
In den georgischen Quellen ist Kwetera erst im 11. Jahrhundert genannt, aber georgischer Historiker Wachuschti Bagrationi (Batonischwili) aus 18. Jahrhundert berichtet, dass Kwetera-Burg und -Stadt schon im 8. Jahrhundert existierte. Die archäologische Grabungen bestätigen diese Version von Wachuschti. Kwetera war ein Zentrum des Fürstentums Kachetien und später auch des Königreichs Kachetien. Der König von Kachetien Kwirike III. teilte das Königreich in sieben Saeristawo (Regionen), darunter war auch Saeristawo von Kwetera mit dem politischen Zentrum in der Stadt Kwetera. Im 13. Jahrhundert verödete die Stadt Kwetera und danach wurde sie nicht wieder besiedelt. Seit dieser Zeit ist Kwetera in georgischen Quellen nicht wieder genannt. 
1968 wurde in Kwetera archäologische Grabungen durchgeführt. Während der Grabungen wurde die Ruine einer kleinen Kirche und mehrere mittelalterliche Geschirre gefunden. Dieses reiche Material wird heute im Museum von der Stadt Duscheti gesichert.